# Close-Up Magazine

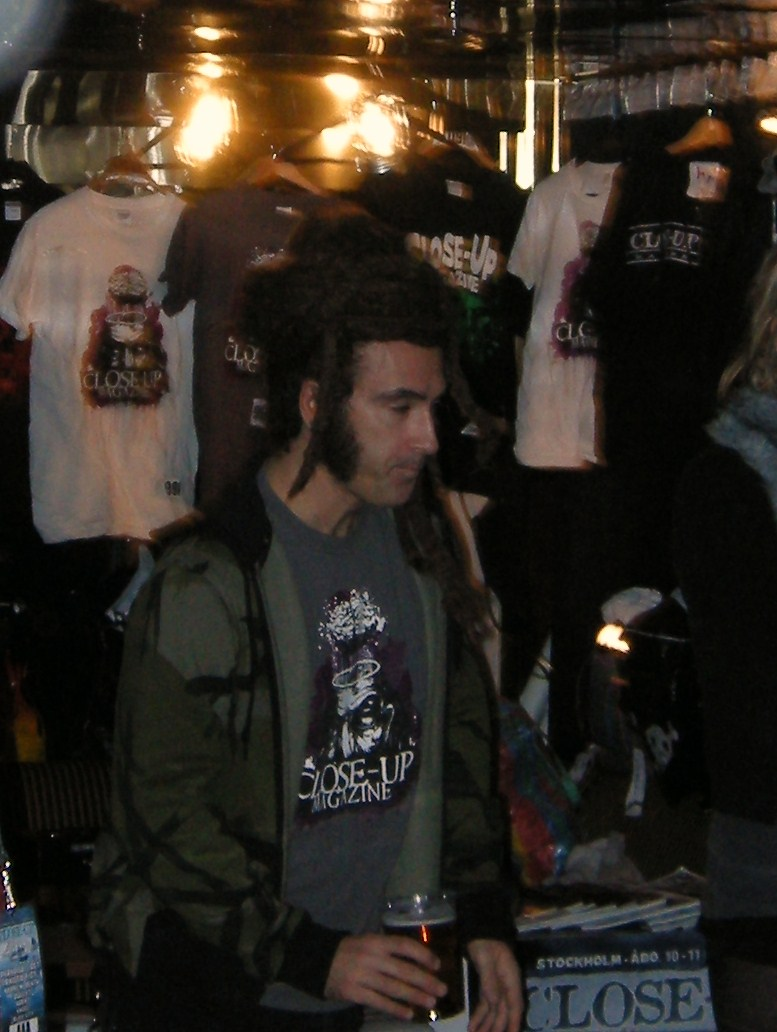
Robban Becirovic på Close Up-båten februari 2011.

Close-Up Magazine var en svensk hårdrockstidning som gavs ut 1991 till 2019. Den grundades av Robban Becirovic i Norrköping.

## Historia
Det första numret av Close-Up Magazine utkom i juni 1991. I början var det bara tänkt att bli ett nummer, men resultatet blev så bra att det blev en fortsättning. Redaktionen var från 1999 lokaliserad till Södermalm i Stockholm, även om skribenterna är utspridda över hela landet. 
Tidningen var den hittills mest långlivade svenska rocktidningen genom tiderna och inriktade sig på framför allt death/thrash/black metal och hardcore/punk. Close-Up Magazin utkom med tio nummer per år. Med varje nummer medföljer en cd-skiva, Soundcheck. Med sommarnumren medföljer även en pocketbok med artiklar från tidigare nummer. Bland andra Nima Dervish, Mattias Kling och Markus Grahn skrev för tidningen. 
Förutom tidningsverksamheten arrangerar folket bakom tidningen vartannat år festivalturnén Close-Up Made Us Do It tillsammans med The Agency Group och i egen regi kryssningen Close up-båten. Dessutom har Close-Up Magazine en egen scen varje sommar på festivalerna  Metaltown och West Coast Riot i Göteborg.
Efter en period av minskande annonsintäkter och prenumerationssiffror lades tidningen ner. Det sista numret gavs ut i september 2019.

## Close up-båten
Close up-båten är en kryssning som arrangeras av Close Up Magazine, och går av stapeln 1–2 gånger per år.

### Close-Up båten 2011

#### Vårkryssning 10–11 februari 2011
Close Up-kryssningen med M/S Galaxy ("Silja Galaxy") gick av stapeln 10–11 februari 2011 och banden som spelade på båten var Black City, Napalm Death, Raised Fist och Bullet på torsdagskvällen samt Engel, Adept och Paradise Lost under fredagen.

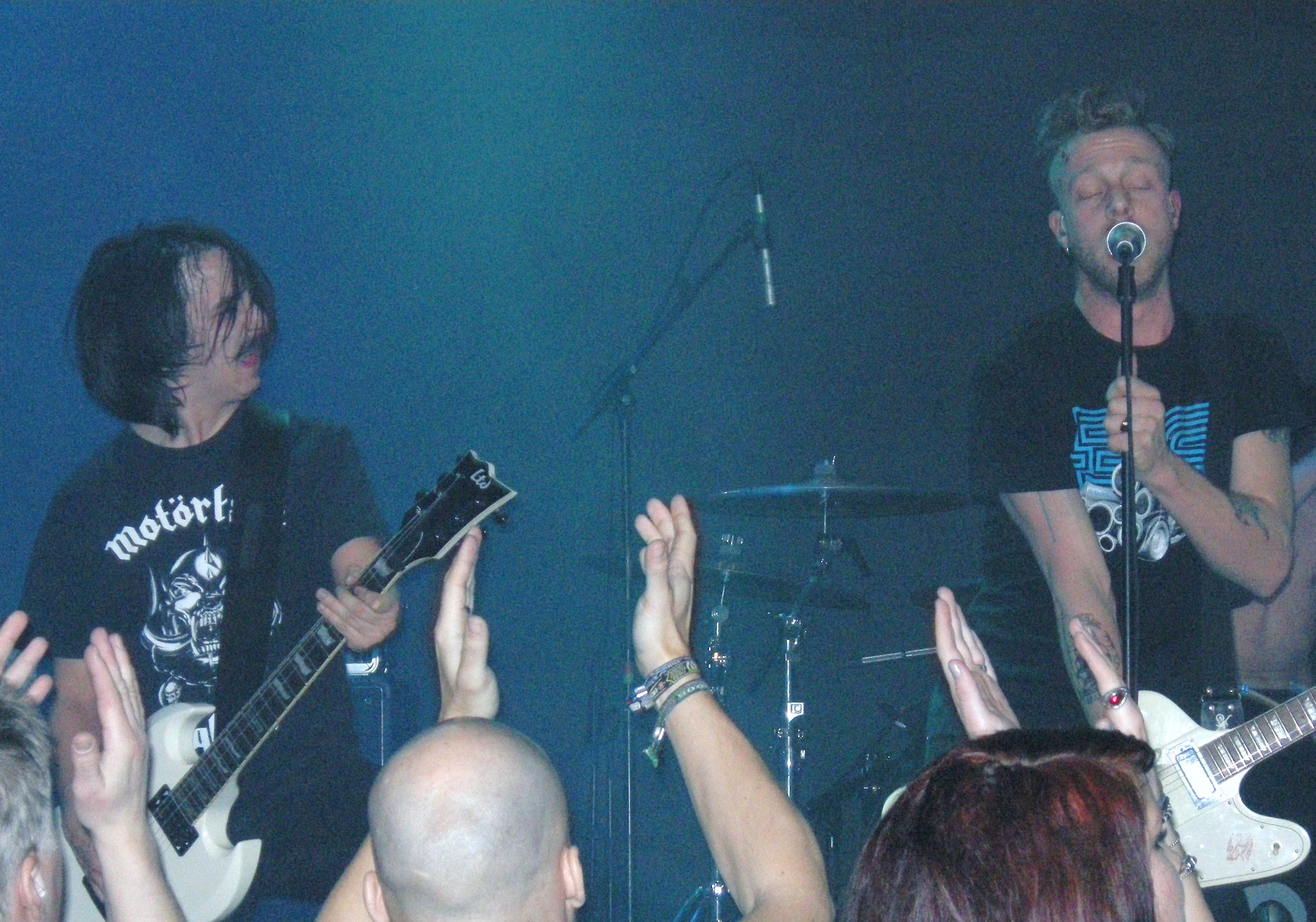
Black City
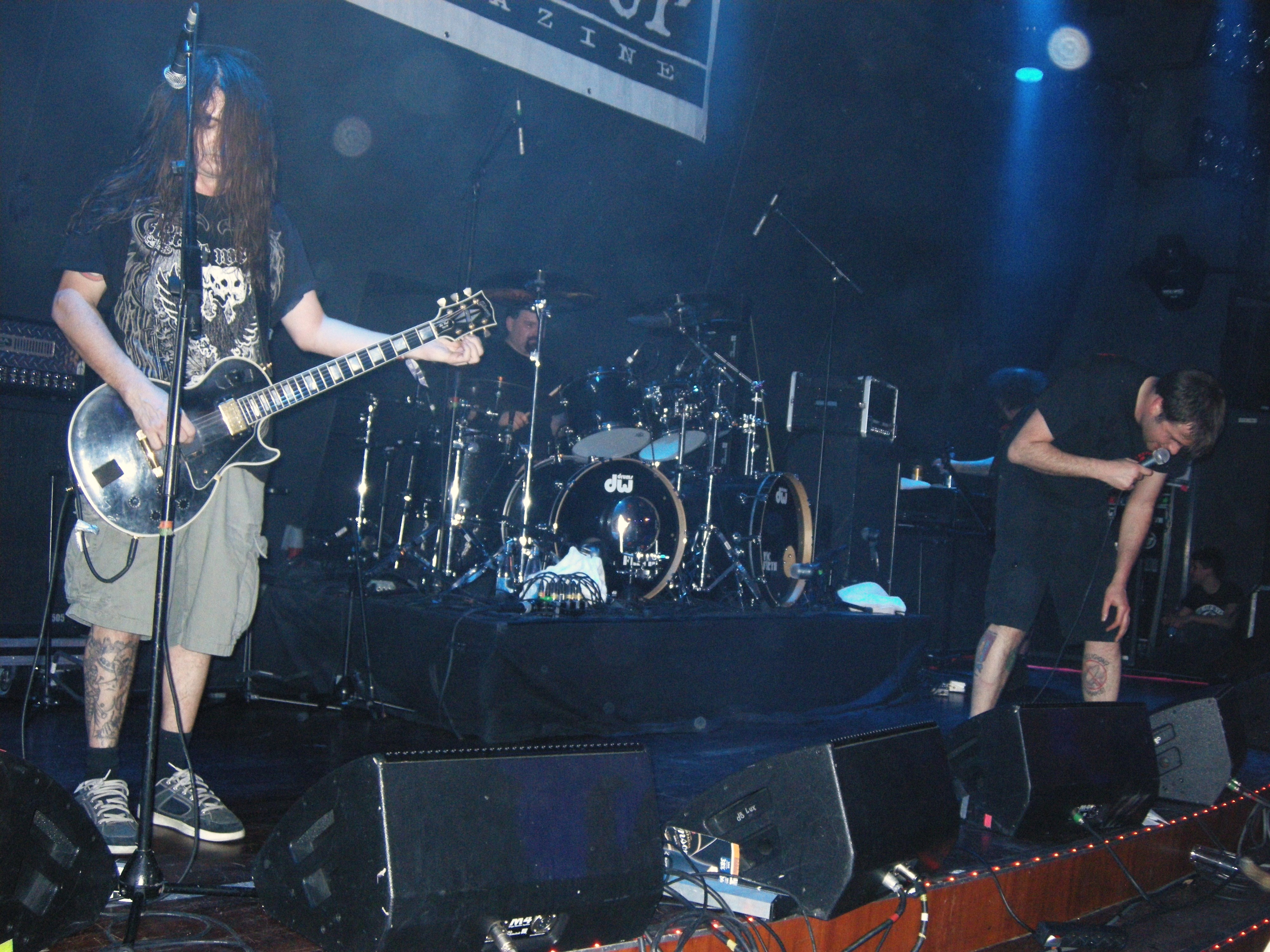
Napalm Death
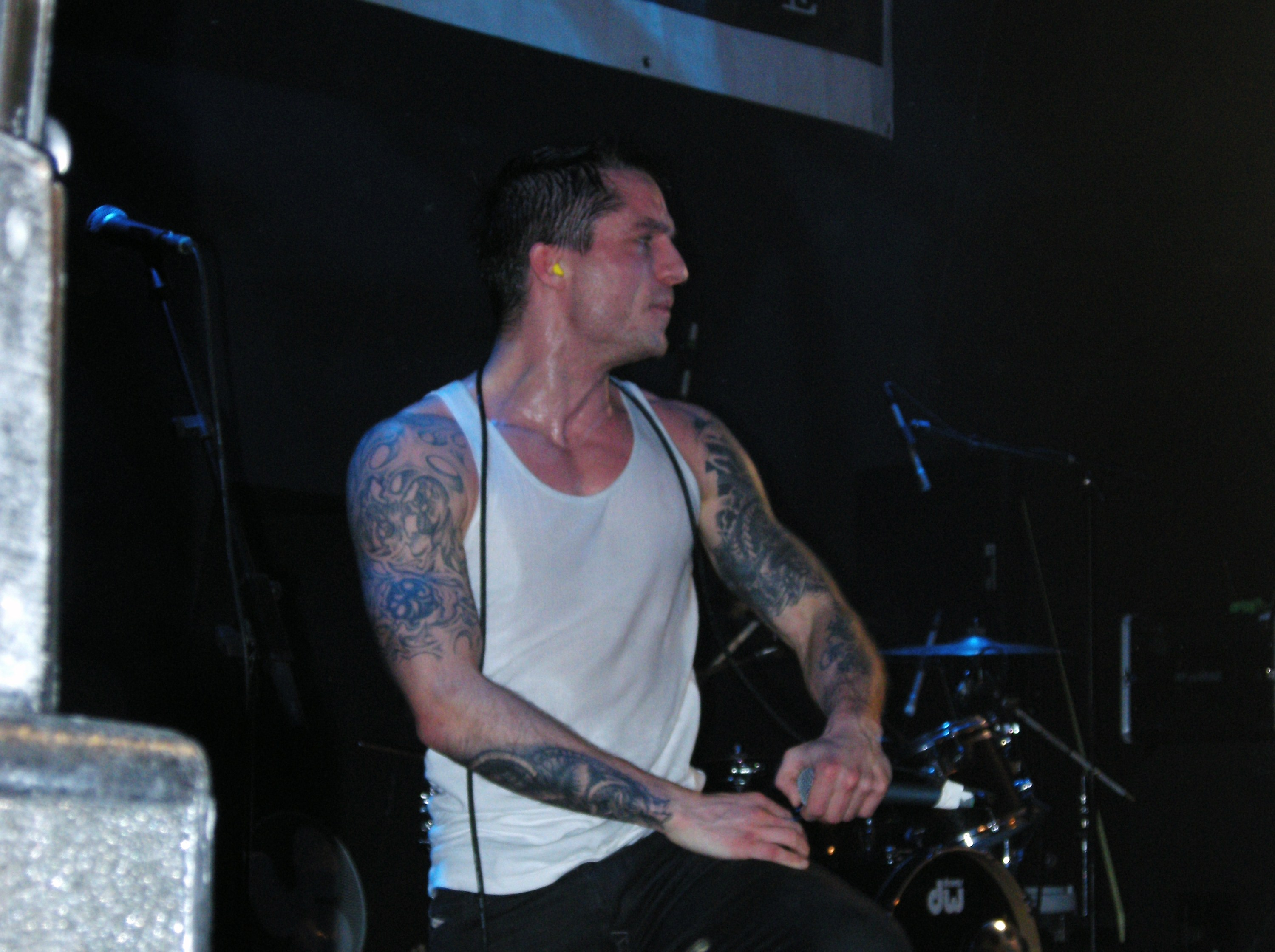
Raised Fist
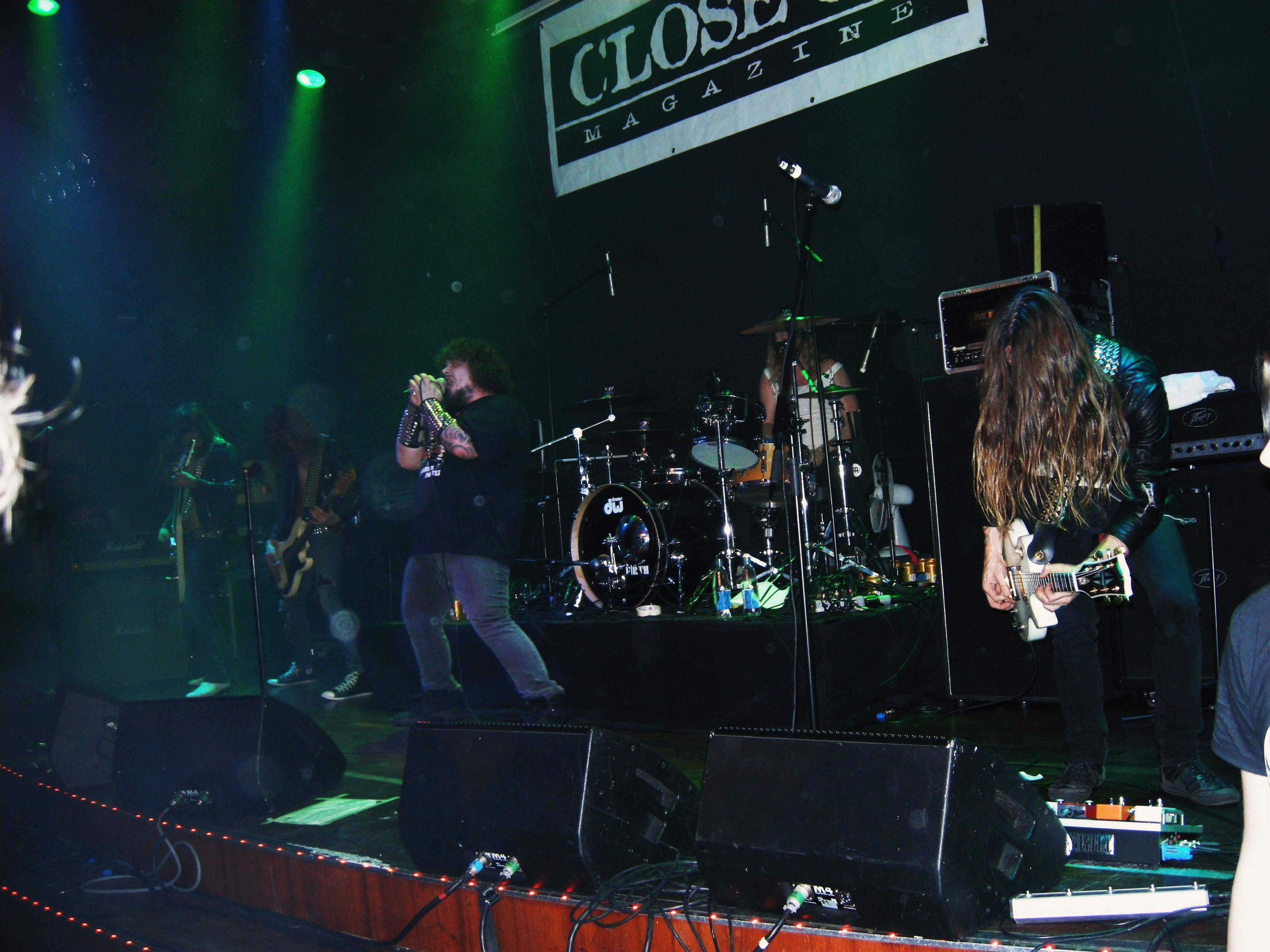
Bullet
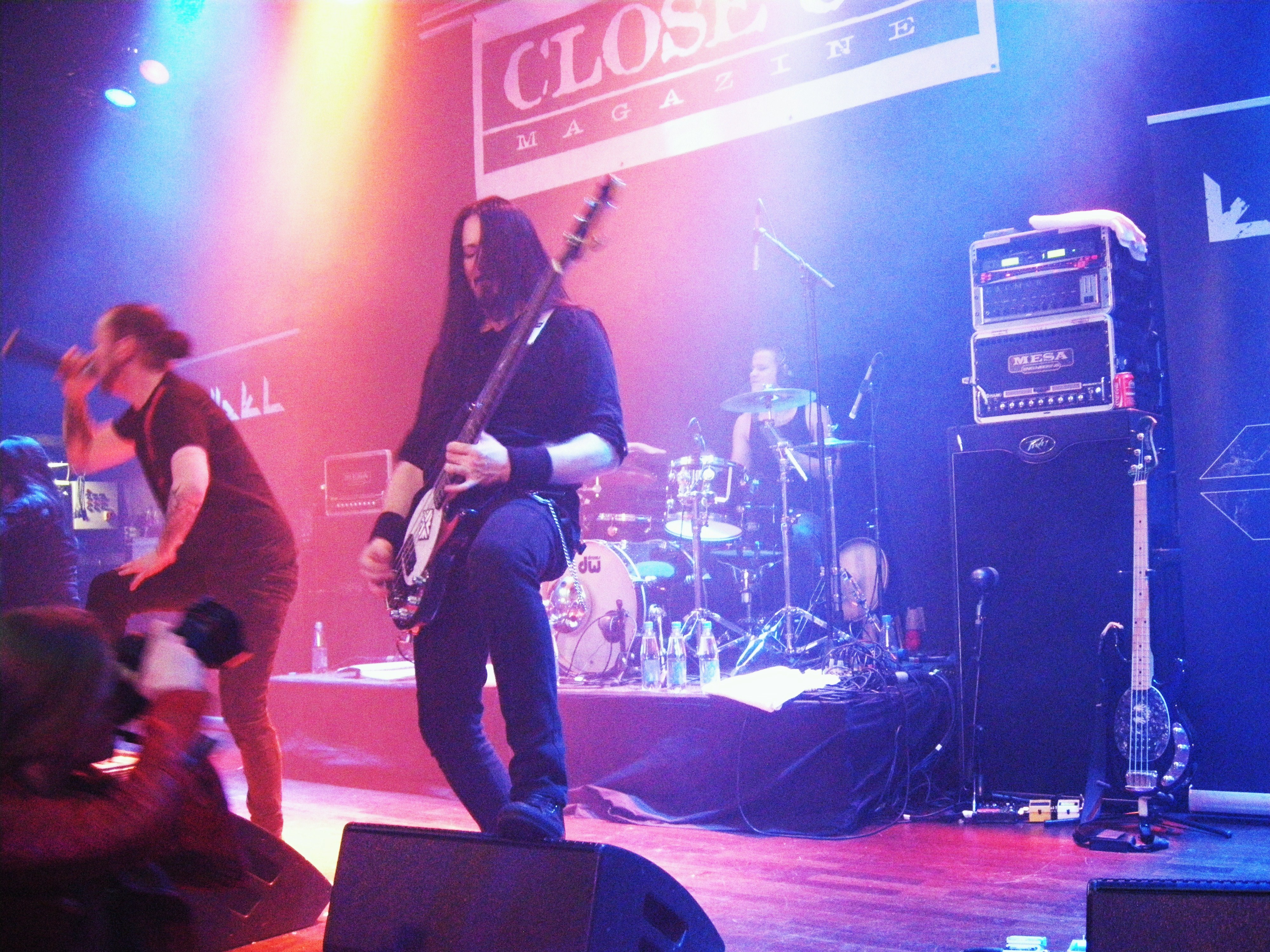
Engel
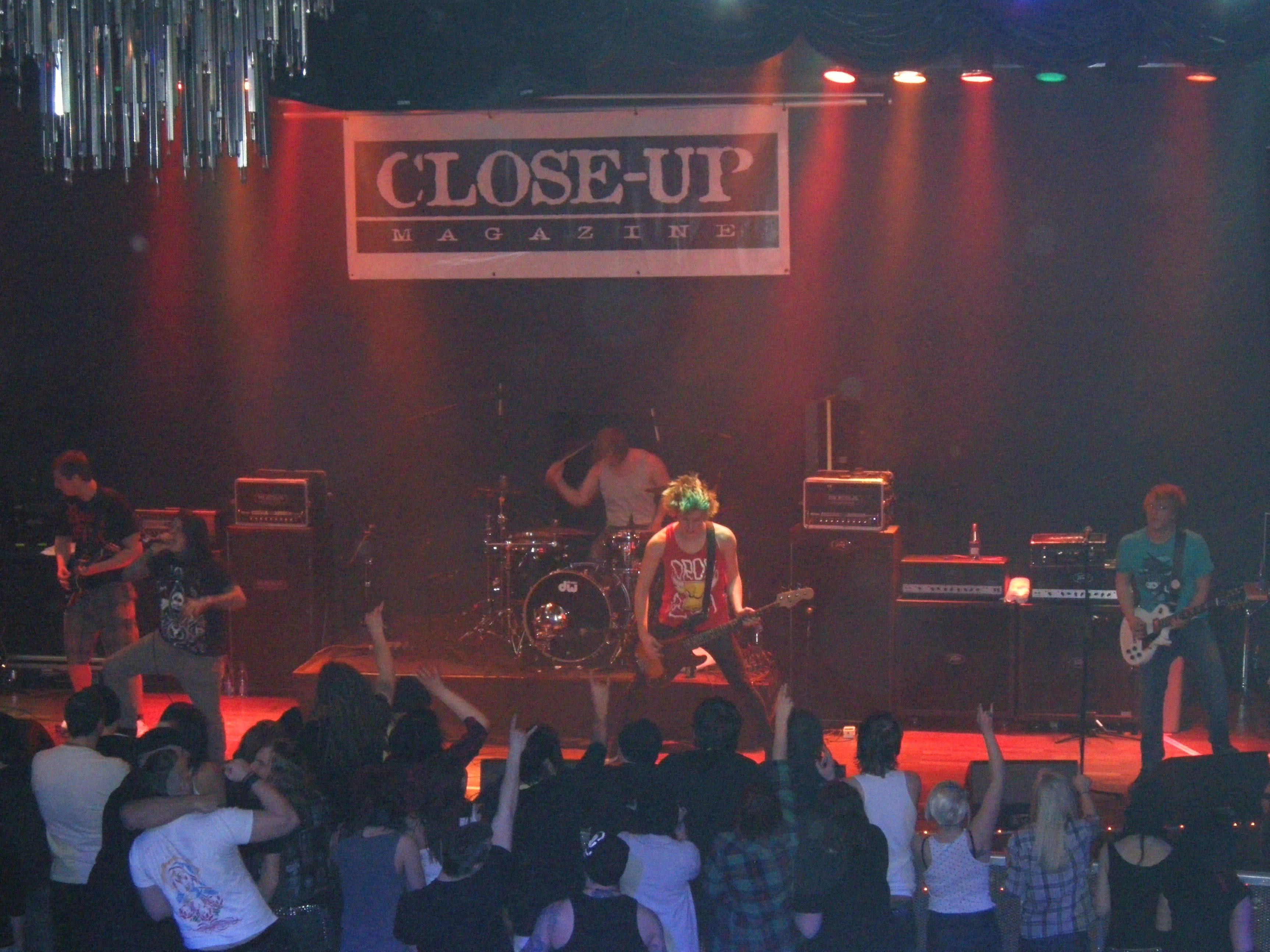
Adept
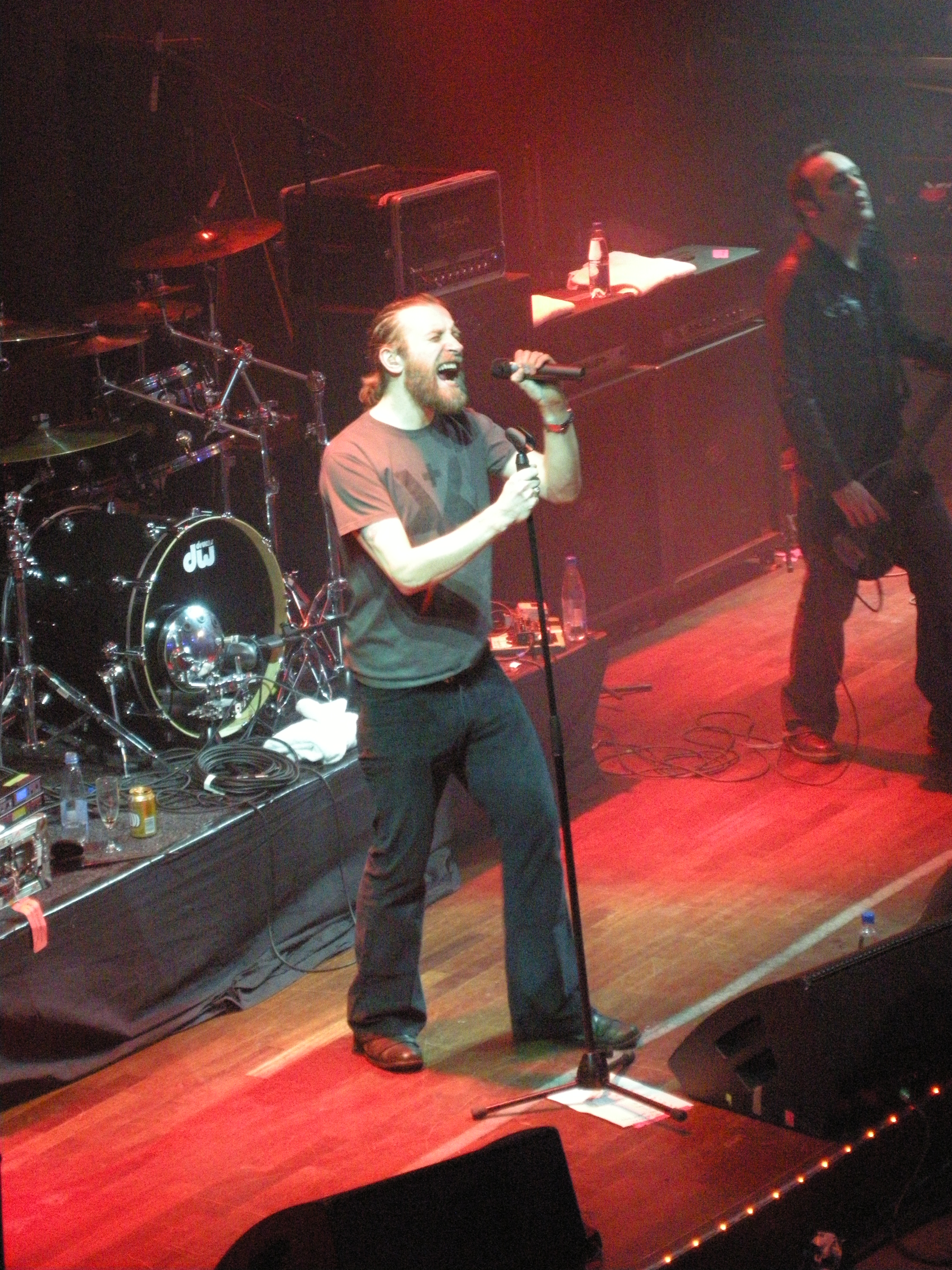
Nick Holmes Paradise Lost

#### Höstkryssning 8–9 september 2011
- Hardcore Superstar
- Dia Psalma
- Raubtier
- Soilwork
- Vader
- Scar Symmetry
- F.K.Ü
- Skitarg

### Close-Up båten 2013
År 2013 gick kryssningen av stapeln 13 september 2013, och då åter på M/S Galaxy.

#### Höstkryssning 13-14 september 2013
- Asta Kask
- Dark Tranquillity
- Meshuggah
- The Resistance
- Facebreaker
- Seventribe
- Bombus

### Close-Up båten 2014

#### Vårkryssning 6–7 mars 2014
- At The Gates
- Dregen
- Black Trip
- De Lyckliga Kompisarna
- Horisont
- Torture Division
- Decapitated
- General Surgery

#### Höstkryssning 18–19 september 2014.
- Bolt Thrower
- Katatonia
- Alonzo
- Truckfighters
- Tribulation
- Kongh
- Vampire
- The Dagger

### Close-Up båten 2015

#### Vårkryssning  5-6 mars 2015
- Black Label Society
- The Crown
- The Kristet Utseende
- Thunder Mother
- Black Tusk
- Crobot
- Skitarg

#### Höstkryssning 22–23 oktober 2015
Banden på denna kryssning, som för första gången var en renodlad "punkbåt" var
- Dia Psalma
- Strebers
- De Lyckliga Kompisarna
- Asta Kask
- Totalt Jävla Mörker
- Hårda Tider
- Vånna Inget
- Stilett
- Lastkaj 14
- Adam Nilsson & Insatsstyrkan (Adam Nilsson från Stilett, Insatsstyrkan, bestående av folk från Asta Kask, Hanna Hirsch och Bombshell Rocks)
- Trubadurer: Jonasjävel (Gatans Lag) och Reidar Assine (Antipati)

På båten fanns det även Tatuerare från Porky Royale samt Pärleporten Tatuering
Lastkaj 14 gjorde ett antal gerillaspelningar (eller pop up-spelningar,) båda dagarna. Bland annat lirade bandet i terminalen innan avgång och i cigarrbaren.

### Close-Up båten 2016

#### Vårkryssning  10–11 mars 2016
- Turbonegro
- Graveyard
- Kvelertak
- Entombed A.D
- Iron Lamb
- Obnoxious Youth
- Alfahanne

#### Höstkryssning 27–28 oktober 2016
- Entombed
- Grave
- Unleashed
- Merciless
- Necrophobic
- General Surgery
- Centinex
- Interment
- God Macabre

### Close-Up båten 2017

#### Vårkryssning 30-31 mars 2017
- Electric Wizard
- Candlemass
- Orange Goblin
- Discharge
- Bombus
- Kongh
- Monolord
- Saturnalia
- Martyrdöd
- Temple

#### Vårkryssning 18-19 maj 2017
- Asta Kask
- The Kristet Utseende
- Krymplings
- Mimikry
- Charta 77
- Sista Sekunden
- Troublemakers
- Lastkaj 14
- Trubbel
- Körsbärsfettera

#### Höstkryssning 26-27 oktober 2017
- Marduk
- Enslaved
- Rotting Christ
- Myrkur
- Witchery
- Thyrfing
- Firespawn
- Ereb Altor
- IXXI

### Close-Up båten 2018

#### Vårkryssning 24-25 maj 2018
- Asta Kask
- Dia Psalma
- Mimikry
- Skumdum
- Gatans Lag
- Troublemakers
- Total Egon och den inre orkestern
- Vrävarna
- Slöa Knivar

#### Höstkryssning 25-26 oktober 2018
- Mustasch
- Hardcore Superstar
- Backyard Babies
- Sparzanza
- Transport League
- Sister
- The Last Band
- Dynamite
- Alister

### Close-Up båten 2019

#### Vårkryssning 28-29 mars 2019
- Bloodbath
- Dark Tranquillity
- Scar Symmetry
- Unanimated
- Vomitory
- Lik
- Demonical
- Crawl

#### Vårkryssning 23-24 maj 2019
- Asta Kask
- Charta 77
- Lastkaj 14
- Stilett
- Trubbel
- Sixten Redlös
- Fredag Den 13:e
- Världen Brinner
- Björnarna

### Close-Up båten 2021

#### Höstkryssning 21-22 oktober 2021
- Asta Kask
- Mimikry
- No Fun at All
- De Lyckliga Kompisarna
- Massgrav
- Sir Reg
- Världen Brinner
- Twin Pigs
- Björnarna
- Hyrda Knektar
- Sju Svåra År
- Vet Hut
- Vidro
- Kardborrebandet
- Smisk
- Tralltrollen

### Close-Up båten 2022

#### Vårkryssning 17-18 mars 2022
- The Unguided
- F.K.Ü
- Sungen
- Pain
- Knogjärn
- Scarlet
- Eleine
- Raubtier

#### Vårkryssning 19-20 maj 2022
- The Toy Dolls
- Mimikry
- Trubbel
- Charta 77
- Lastkaj 14
- Gatans Lag
- KSM3
- Mob 47
- Besserbitch
- Gatuplan
- Vänsternäven
- Death by horse
- Borgerlig Begravning
- N:A Hospitalet
- Slaveriet
- Bonni Ponten

#### Höstkryssning 27-28 oktober 2022
- LOK
- Mimikry
- Skitarg
- Skraeckoedlan
- Knogjärn
- Skallbank
- Zombiekrig
- Total
- Kallfront

### Close-Up båten 2023

#### Vårkryssning 25-27 maj 2023
- The Baboon Show
- Mimikry
- Trubbel
- Charta 77 + Köttgrottorna
- Coca Carola
- De Lyckliga Kompisarna
- Troublemakers
- Krymplings
- Björnarna
- Ulke
- Allvaret
- Korslagda kukar
- Vidro
- Ett Dödens Maskineri
- Definitivt
- Sardo Numspa
- Pastoratet
- Huiabella Fantastica
- The Sensitives
- Toxic Lab Rats
- Hjalle Östman

### Close-Up båten 2024

#### Vårkryssning 17-19 maj 2024
- Mimikry
- Lastkaj 14
- Charta 77
- Sir Reg
- Perkele
- Attentat
- Psykbryt
- Slutstation Tjernobyl
- Småjävlafötter
- EPA
- Kardinal Synd
- Misantropic
- Krigsstigen
- Blisterhead
- Spøgelse
- Skoone
- Sekunderna
- Inga Anor
- Von Bacchi
- Ulke
- Bad Breeding
- Svarta Solen

#### Höstkryssning 6-8 september 2024
- Tiamat
- Unleashed
- Wolfbrigade
- Vomitory
- Defleshed
- Lik
- Burst
- F.K.Ü.
- Avslut
- Birdflesh
- Creeping Flesh
- Ett Dödens Maskineri
- Fimbul Winter
- Mass Worship
- Zombiekrig
- General Surgery
- Massgrav
- Eternal Evil

#### Vårkryssning 16-18 Maj 2025
- Vägsjäl
- The Baboon Show
- Trubbel
- Lastkaj 14
- Coca Carola
- Hyrda Knektar
- Bonni & Bastarderna
- Björnarna
- Kriminella Gitarrer
- Anal Kallsup
- Bödel
- Elfte Timmen
- Fruktansvärld
- Kampen
- Lawmaker
- Björn Limander
- Mothugget
- Skithuvve
- Śmierć
- Svarta Solen
- Vänsternäven
- City Saints
- Avemaria

#### Höstkryssning 5-7 September 2025
- Grave
- The Haunted
- Murder Squad
- Witchery
- Mörk Gryning
- Kvaen
- Skitsystem
- Gehennah
- Gadget
- Skitarg
- Gates of Ishtar
- Wormwood
- Mob 47
- Demonical
- Sarcator
- Vilt
- Disrupted
- Völva
- Intrepid

## Viktiga nummer
1. Nr 1 – juni 1991: Det första numret om bland annat Morbid Angel
2. Nr 21 – mars/april 1997: Tidningen utkom sex gånger/år istället för en gång i kvartalet
3. Nr 46 – juli/augusti 2001: Close-up firade 10 år
4. Nr 220 – oktober/november 2019: Sista numret